# Santa Leopoldina
Santa Leopoldina, amtlich portugiesisch Município de Santa Leopoldina, ist eine brasilianische Gemeinde und Kleinstadt mit zum 1. Juli 2018 geschätzten 12.300 Einwohnern im Bundesstaat Espírito Santo, etwa 44 Kilometer von der Landeshauptstadt Vitória entfernt im Landesinneren, mit überwiegend deutschstämmiger evangelischer Bevölkerung.

## Geschichte
Santa Leopoldina wurde 1856 von rund 60 Schweizer Immigranten gegründet, die über den Fluss Santa Maria gekommen waren. Schon kurze Zeit später folgten im Jahr 1857 ca. 200 Immigranten von Deutschland und Luxemburg, denen sich auch einige Tiroler angeschlossen hatten. 1859 wurde auf dem Gemeindegebiet von Tirolern aus dem Stubaital und dem Oberinntal die Colonia Tirol als Landwirtschaftskolonie gegründet.
Den ursprünglichen Namen, „Cachoeiro de Santa Leopoldina“, bekam die Gemeinde 1860 von der Mutter des Kaisers von Brasilien Pedro II. Maria Leopoldine, Erzherzogin von Österreich, gewidmet.
Im 19. Jahrhundert war die Stadt, für eine Zeit lang, das wichtigste Wirtschaftszentrum in der Region. Der Einfluss nahm allerdings wieder ab, als Straßen dem Schiffsverkehr Konkurrenz machten. Der Fluss Santa Maria war der größte Vorteil der Stadt, denn er war bis zum Atlantik hin schiffbar.
Die erste Autobahn (Rodovia) im Bundesstaat wurde zwischen Santa Leopoldina und Santa Teresa gebaut und war 1918 fertig. Schon 1924 wurde sie bis Vitória verlängert. Cachoeiro de Santa Leopoldina wurde 1887 zur Gemeinde erhoben. 1943 wurde der Name der Gemeinde geändert: Der Namensbestandteil „Cachoeiro de“ (portugiesisch für Wasserfall von) wurde entfernt.
Am 20. November 1890 wurde aus dem zugehörigen Distrikt Afonso Cláudio ein selbständiges Vila und später zur Stadt Afonso Cláudio. 1891 kam es zu einer Abspaltung von Santa Teresa von Santa Leopoldina und im Jahr 1986 hat sich auch der Distrikt Jetibá als neuer Munizip Santa Maria de Jetibá von Santa Leopoldina getrennt.

## Sehenswürdigkeiten
Santa Leopoldina ist eine Oase im Regenwald, mit reichhaltiger Flora und Fauna. Sehenswert sind vor allem auch die zahlreichen Wasserfälle. Die wichtigsten davon sind (mit Entfernung von Santa Leopoldina):
- Cachoeira Véu de Noiva – 9 km
- Cachoeira Rio do meio – 20 km
- Cachoeira Gruta da Onça – 4 km
- Cachoeira das Andorinhas – 8 km
- Cachoeira Parque Hidro Rural Canto das Águas – 3,5 km
- Cachoeira Ribeirão dos Pardos – 4 km
- Cachoeira Fumaça – 3,5 km
- Cachoeira Tio André – 12 km
- Cachoeira do Moxafongo – 1 km
- Cachoeira  do Recanto – 10 km
- Cachoeira do Retiro – 5 km

## Persönlichkeiten
- Afonso Cláudio de Freitas Rosa (* 1859 in Santa Leopoldina; † 1934 in Rio de Janeiro), Politiker, Gouverneur des Bundesstaates Espírito Santo, Gerichtspräsident, Hochschullehrer und Autor